# Klimalabel
Ein Klimalabel oder CO2-Label (oder -Siegel) ist ein Umweltzeichen, das Hinweise auf die von einem Produkt verursachten Kohlendioxid-Emissionen gibt. Es soll Verbrauchern helfen, sich möglichst rasch ein Bild darüber zu machen, welche Produkte das Klima wie stark belasten. In verschiedenen Ländern wird die Einführung solcher Label geprüft und es existieren einige Pilotprojekte.

## Klimalabelinitiativen

### Großbritannien

Carbon Trust-Klimalabel für Fruchtsaft

Das weltweit erste CO2-Label, welches den sogenannten Kohlenstoff-Fußabdruck eines Produktes (Product Carbon Footprint, PCF) angibt, wurde 2006 in Großbritannien von Carbon Trust entwickelt. Das Carbon Trust-Label verlangt zudem, dass die CO2-Emissionen der ausgezeichneten Produkte weiter gesenkt werden um das Label weiterhin zu behalten. Ein unabhängiges Gremium überprüft den Prozess gemeinsam mit dem Britischen Department für Umwelt, Ernährung und ländliche Angelegenheiten (Defra) und dem Britischen Normeninstitut (BSI). Ende 2008 wurde ein Standard zur Berechnung solcher produktbezogener Kohlenstoff-Fußabdrücke eingeführt, der PAS2050.
Beispiele für Produkte, die mit dem Label versehen wurden, sind Chips von Walkers, innocent drinks Smoothies und Boots plc Shampoos.  Die 2009 aufgelöste britische Bank HBOS ließ ihre Online-Bankkonten auszeichnen. Die britischen Supermarktes Tesco ließ ab 2008 in einer Pilotphase 20 Eigenprodukte wie Waschmittel und Orangensaft auszeichnen, gab jedoch 2012 den Plan, alle Produkte mit einem Label zu versehen, auf. Andere Einzelhändler hatten nicht, wie erwartet, ihre Produkte ebenfalls zertifizieren lassen; Tesco beklagte zudem den hohen Aufwand von mehreren Monaten, ein einzelnes Produkt zertifizieren zu lassen.

### Schweiz
Der von der Stiftung myclimate gegründete Verein climatop aus der Schweiz zeichnet Produkte mit einem gleichnamigen Klimalabel aus. Hierbei wird jedoch nicht der produktspezifische Fußabdruck angegeben, sondern es erhalten jene Produkte und Dienstleistungen das Label, die eine deutlich bessere CO2-Bilanz aufweisen als solche einer relevanten Vergleichsgruppe. Hierfür wird eine Ökobilanz durch eine unabhängige Stelle erstellt und durch eine weitere Instanz im Rahmen eines Reviews geprüft. Nebst den Anforderungen an die Klimaverträglichkeit des Produktes muss das Produkt auch andere ökologische und soziale Standards erfüllen. Die Gültigkeit beträgt zwei Jahre. Produkte, die mit dem climatop-Label versehen wurden, sind zum Beispiel Handtrockner, Bio-Zucker aus Paraguay (Max Havelaar-Stiftung), Balkonerde ohne Torf, Haushaltspapier aus Altpapier, Waschmittel, Windeln, Mehrwegtaschen oder Siedesalz.
Ein weiteres Label mit dem Namen Swiss Climate CO2 wurde in einer neuen Studie vom Team „Praktischer Umweltschutz Schweiz“ (Pusch) im Februar 2014 als einziges Klimalabel mit der höchste Punktezahl ausgezeichnet. Das Label wird an Firmen vergeben, welche sich vorbildlich für den Klimaschutz einsetzen. Daneben weist die Stiftung Pusch das Label klimaneutral als ökologisches Gütesiegel für Produkte aus, deren Treibhausgas-Bilanz berechnet und unvermeidbare Treibhausgas-Emissionen durch zertifizierte Klimaschutzprojekte ausgeglichen wurden.

### Deutschland
In Deutschland wurde im Februar 2008 das PCF Pilotprojekt unter der Trägerschaft von WWF, dem Öko-Institut, Potsdam-Institut für Klimafolgenforschung und des Think Tanks THEMA1 gestartet. Hierbei wurde ein CO2-Fußabdruck von 15 Produkten und Dienstleistungen erstellt. Zum Ende des Projektes wurde jedoch befunden, dass die Einführung eines entsprechenden Labels nicht sinnvoll erscheint, da für den Endkunden ohne allgemeingültige Standards keine objektiven Vergleichsmöglichkeiten gegeben sind.
Eine von den Verbraucherzentralen beauftragte und im Jahr 2012 veröffentlichte Studie versucht, den Stand von Klimalabeln auf Lebensmitteln in Deutschland zu erfassen. Sie kommt zu dem Ergebnis, dass es in Deutschland nur wenige Klimalabel gibt. Anders als in anderen Ländern geben sie keine absoluten Treibhausgasemissionen an. Nur eine der identifizierten Kennzeichnungen wird nicht vom Produkthersteller oder -händler selbst, sondern von einer unabhängigen Zertifizierungsorganisation vergeben, nämlich das Stop Climate Change Umweltzeichen. Nur dieses Label und ein Eigenlabel der Firma Frosta veröffentlichen der Studie zufolge ausreichende Hintergrundinformationen.
Das Siegelvergleichsportal Siegelklarheit.de der Bundesregierung listet für die Kategorie Lebensmittel vier relevante Klimalabel: Klimaneutral von ClimatePartner, ISCC, myclimate und natureOffice.

### Frankreich
Die französischen Supermarktketten Casino und E.Leclerc haben zwei unterschiedliche Projekte gestartet. Während Casino auf Eigenprodukten den CO2-Gehalt angibt, der ähnlich wie beim Britischen Carbon Trust-Label auf einer produktspezifischen Ökobilanz basiert, werden bei E.Leclerc alle Produkte mit einem generischen Wert für die jeweilige Produktkategorie auszeichnet. Bei letzterer Methode lassen sich daher einzelne Produkte der gleichen Produktkategorie nicht vergleichen, Konsumenten können sich jedoch bewusst gegen ganze Produktgruppen entscheiden, die klimabelastend sind.

### Vereinigte Staaten von Amerika
Der Carbon Fund berechnet den Kohlenstoff-Fußabdruck eines Produktes, das Produkt wird jedoch nicht mit diesem Wert angeschrieben. Stattdessen verpflichtet sich der Produzent, die entsprechende Menge an CO2 zu kompensieren, und erhält dafür ein Label mit der Aufschrift „carbon free“ (klimaneutral).
Ein weiteres, mittlerweile nicht mehr vergebenes Label, das Climate Conscious Label der Non-Profit-Organisation The Climate Conservancy, sah ein Rating der Produkte und eine entsprechende Auszeichnung vor (bronze, silber, gold).
Pläne in Kalifornien, im Bundesstaat ein Gesetz für ein freiwilliges Klimalabel einzuführen, wurden 2009 wieder aufgegeben.

### Kanada
Die Non-Profit-Organisation CarbonCounted hat eine Webapplikation entwickelt, die es Unternehmen erlaubt, ihre produktspezifischen Kohlenstoff-Fußabdrücke online zu berechnen.